# Разложение простых идеалов в расширениях Галуа
Разложение простых идеалов в расширениях Галуа — разложение простых идеалов {\displaystyle P} кольца целых {\displaystyle O_{K}} поля алгебраических чисел {\displaystyle K} в кольце целых {\displaystyle O_{L}} расширении Галуа {\displaystyle L/K} с группой Галуа {\displaystyle G}. Изучение этого разложения является одной из самых богатых частей алгебраической теории чисел. Эта теория иногда приписывается Гильберту, в связи с чем фигурирует под названием теория Гильберта.

## Определения
Пусть {\displaystyle L/K} — конечное расширение числового поля, а {\displaystyle O_{K}} и {\displaystyle O_{L}} — кольца целых чисел {\displaystyle K} и {\displaystyle L} соответственно.
{\displaystyle {\begin{array}{ccc}O_{K}&\hookrightarrow &O_{L}\\\downarrow &&\downarrow \\K&\hookrightarrow &L\end{array}}}
Наконец, пусть {\displaystyle P} является ненулевым простым идеалом в {\displaystyle O_{K}} или, что эквивалентно, максимальным идеалом, так что факторкольцо {\displaystyle O_{K}/P} — поле.
Из основ теории одномерного кольца следует существование единственного разложения идеала {\displaystyle P}:
{\displaystyle P=\prod \limits _{j=1}^{g}P_{j}^{e_{j}},}
где {\displaystyle P_{j}} — различные максимальные идеалы, а {\displaystyle e_{j}\geqslant 1} — их кратность.
Поле {\displaystyle F=O_{K}/P} естественно вкладывается в {\displaystyle F_{j}=O_{L}/P_{j}} для каждого {\displaystyle j}, степень {\displaystyle f_{j}=[O_{L}/P_{j}:O_{K}/P]} этого расширения поля вычетов называется степенью инерции {\displaystyle P_{j}} над {\displaystyle P}.
Показатель {\displaystyle e_{j}} называется индексом ветвления {\displaystyle P_{j}} над {\displaystyle P}. Если {\displaystyle e_{j}>1} для некоторого {\displaystyle j}, то расширение {\displaystyle L/K} называется разветвленным в {\displaystyle P} (или мы говорим, что {\displaystyle P} разветвляется в {\displaystyle L}). В противном случае {\displaystyle L/K} называется неразветвленным в {\displaystyle P}. Если это так, то по китайской теореме об остатках фактор {\displaystyle O_{L}/P} является произведением полей {\displaystyle F_{j}}. {\displaystyle P} разветвлён тогда и только тогда, когда он делит относительный дискриминант, значит неразветвлено лишь конечное число простых идеалов.
Из мультипликативности нормы идеала вытекает
{\displaystyle [L:K]=\sum \limits _{j=1}^{g}e_{j}f_{j}.}
Если {\displaystyle f_{j}=e_{j}} для всех {\displaystyle j} (и, следовательно, {\displaystyle g=[L:K]}), то говорим, что {\displaystyle P} полностью разлагается в {\displaystyle L}. Если {\displaystyle g=1} и {\displaystyle f_{1}=1} (и поэтому {\displaystyle e_{1}=[L:K]}), мы говорим, что {\displaystyle P} полностью разветвляется в {\displaystyle L}. Наконец, если {\displaystyle g=1} и {\displaystyle e_{1}=1} (и поэтому {\displaystyle f_{1}=[L:K]}), мы говорим, что {\displaystyle P} инертен в {\displaystyle L}.

### Разложение в расширениях Галуа
Пусть {\displaystyle L/K} является расширением Галуа. Тогда группа Галуа {\displaystyle G=\operatorname {Gal} (L/K)} действует транзитивно на {\displaystyle P_{j}}. То есть простые идеальные множители в разложении {\displaystyle P} в {\displaystyle L} образуют единую орбиту при действии автоморфизма {\displaystyle L} над {\displaystyle K}. Из этого и теореме о единственности факторизации следует, что {\displaystyle f=f_{j}} и {\displaystyle e=e_{j}} не зависят от {\displaystyle j}. Тогда полученные соотношения принимают вид
{\displaystyle P=\left(\prod \limits _{j=1}^{g}P_{j}\right)^{e}}.
и
{\displaystyle [L:K]=efg.}
Отсюда следует, что {\displaystyle [L:K]/ef=g} — числу простых коэффициентов {\displaystyle P} в {\displaystyle O_{L}}. По формуле числа элементов в орбите {\displaystyle g=|G|/|D_{P_{j}}|} для всех {\displaystyle j}, где {\displaystyle D_{P_{j}}=\{\sigma \in G:\sigma (P_{j})=P_{j}\}} — стабилизатор {\displaystyle P_{j}}, называемый группой разложения идеала {\displaystyle P_{j}}. Так как {\displaystyle [L:K]=|G|} по базовой теории Галуа, то порядок группы разложения {\displaystyle |D_{P_{j}}|=ef} для всех {\displaystyle j}.
Группа разложения содержит нормальную подгруппу {\displaystyle I_{P_{j}}}, называемую группой инерции {\displaystyle P_{j}}, состоящую из автоморфизмов {\displaystyle L/K}, которые индуцируют тождественный автоморфизм на {\displaystyle F_{j}=O_{L}/P_{j}}. Другими словами, {\displaystyle I_{P_{j}}} является ядром редукционного отображения {\displaystyle D_{P_{j}}\to \operatorname {Gal} (F_{j}/F)}. Можно показать, что это отображение является сюръективным, и из этого следует, что {\displaystyle \operatorname {Gal} (F_{j}/F)\cong D_{P_{j}}/I_{P_{j}}} и {\displaystyle |I_{P_{j}}|=e}.
Теория элемента Фробениуса идет дальше, чтобы идентифицировать элемент {\displaystyle D_{P_{j}}/I_{P_{j}}} для данного {\displaystyle j}, что соответствует автоморфизму Фробениуса в группе Галуа конечного расширения поля {\displaystyle F_{j}/F}. В неразветвленном случае порядок {\displaystyle |D_{P_{j}}|=f} и {\displaystyle I_{P_{j}}} тривиально. Кроме того, элемент Фробениуса в этом случае является элементом {\displaystyle D_{P_{j}}} (и, следовательно, также элемент из {\displaystyle G}).
Разложение простых идеалов в полях, которые не являются расширениями Галуа, можно изучать с помощью поля разложения, то есть с помощью расширения Галуа, которое содержит исходное поле, но несколько больше, чем оно. Например, кубическое поле обычно вкладывается в расширение Галуа степени 6.

## Пример — целые гауссовы числа
В этом разделе описывается расщепление простых идеалов в расширении поля {\displaystyle \mathbb {Q} (i)/\mathbb {Q} }. То есть мы берем {\displaystyle K=\mathbb {Q} } и {\displaystyle L=\mathbb {Q} (i)}, поэтому {\displaystyle O_{K}=\mathbb {Z} } и {\displaystyle O_{L}=\mathbb {Z} [i]} — кольцо гауссовых целых чисел. Хотя этот случай далек от репрезентативного, поскольку {\displaystyle \mathbb {Z} [i]} — Факториальное кольцо и конечное небольшое число квадратичных полей с единственным разложением на множители — он показывает многие из особенностей теории.
Обозначим {\displaystyle G} — группа Галуа {\displaystyle \mathbb {Q} (i)/\mathbb {Q} }, {\displaystyle G=\{1,\sigma \}}, где {\displaystyle \sigma } — комплексно-сопряженный автоморфизм. Рассмотрим три случая.

### Простоеp= 2
Простое 2 в {\displaystyle \mathbb {Z} } разветвляется {\displaystyle \mathbb {Z} [i]}:
{\displaystyle (2)=((1+i)^{2})}
Индекс ветвления {\displaystyle e=2}. Поле вычетов здесь равно
{\displaystyle O_{L}/(1+i)O_{L}\cong \mathbb {F} _{2}}
— конечное поле из 2-х элементов. Группа разложения {\displaystyle D_{(1+i)}=G}, так как существует только одно из чисел {\displaystyle \mathbb {Z} [i]} выше 2. Группа инерции {\displaystyle I_{1+i}=G}, так как
{\displaystyle a+bi\equiv a-bi{\bmod {1+i}}}
для всех целых {\displaystyle a,b}
На самом деле, 2 — это единственное простое, которое разветвляется в {\displaystyle \mathbb {Z} [i]}, так как каждое разветвляющееся простое должно делить дискриминант {\displaystyle \mathbb {Z} [i]}, который равен {\displaystyle -4}.

### Простыеp≡ 1 mod 4
Любое простое {\displaystyle p\equiv 1{\pmod {4}}} разлагается в произведение двух различных простых идеалов в {\displaystyle \mathbb {Z} [i]}; это фактически теорема Ферма о сумме двух квадратов. Например:
{\displaystyle 13=(2+3i)(2-3i)=2^{2}+3^{2}}
Обе группы разложения в этом случае тривиальны: {\displaystyle G_{2\pm 3i}\{1\}}, поскольку автоморфизм {\displaystyle \sigma } переставляет {\displaystyle (2+3i)} и {\displaystyle (2-3i)}, поэтому {\displaystyle \sigma \not \in G_{2\pm 3i}}. Группа инерции, также является тривиальной группой как подгруппа группы разложения. Существует два поля вычетов: по одному для каждого простого:
{\displaystyle O_{L}/(2\pm 3i)O_{L}\,}
которые изоморфны {\displaystyle \mathbb {F} _{13}}. Элемент Фробениуса будет тривиальным автоморфизмом, это означает, что
{\displaystyle (a+bi)^{13}\equiv a+bi{\pmod {2\pm 3i}}}
для всех {\displaystyle a,b\in \mathbb {Z} }

### Простыеp≡ 3 mod 4
Любое простое {\displaystyle p:p\equiv 3{\pmod {4}}}, например {\displaystyle 7}, остается простым, инертным, в {\displaystyle \mathbb {Z} [i]}, то есть не разлагается. В этой ситуации группа разложения {\displaystyle G_{7}=G}, потому что {\displaystyle \sigma (7)=7}. Однако эта ситуация отличается от случая {\displaystyle p=2}, потому что теперь {\displaystyle \sigma } не действует тривиально на поле вычетов {\displaystyle O_{L}/(7)O_{L}\cong \mathbb {F} _{7^{2}}}. Например, {\displaystyle 1+i\not \equiv 1-i{\pmod {7}}}. Следовательно, группа инерции тривиальна: {\displaystyle I_{7}=\{1\}}. Группа Галуа {\displaystyle O_{L}/(7)O_{L}} над подполем {\displaystyle \mathbb {Z} /7\mathbb {Z} } имеет порядок 2 и порождается образом элемента Фробениуса. Фробениус — это не что иное, как {\displaystyle \sigma } это значит, что
{\displaystyle (a+bi)^{7}\equiv a-bi{\bmod {7}}}
для всех {\displaystyle a,b\in \mathbb {Z} }

### Сводка
| Простое в {\displaystyle \mathbb {Z} } | Как разлагается в {\displaystyle \mathbb {Z} [i]} | Группа инерции        | Группа разложения     |
| -------------------------------------- | ------------------------------------------------- | --------------------- | --------------------- |
| {\displaystyle p=2}                    | Разветвляется с индексом 2                        | {\displaystyle G}     | {\displaystyle G}     |
| {\displaystyle p\equiv 1{\pmod {4}}}   | Разлагается на 2 различных простых множителя      | {\displaystyle \{1\}} | {\displaystyle \{1\}} |
| {\displaystyle p\equiv 3{\pmod {4}}}   | Инертно, остается простым                         | {\displaystyle \{1\}} | {\displaystyle G}     |

## Вычисление факторизации идеала
Предположим, что мы хотим разложить простой идеал {\displaystyle P} кольца {\displaystyle O_{K}} в простые идеалы кольца {\displaystyle O_{L}}. Следующая процедура (Neukirch, стр. 47) решает эту проблему во многих случаях. Стратегия состоит в том, чтобы выбрать целое число {\displaystyle \theta \in O_{L}}, такое что {\displaystyle L=K(\theta )} (такое {\displaystyle \theta } существует по теореме о примитивном элементе), а затем изучить минимальный многочлен {\displaystyle H(X)} элемента {\displaystyle \theta } над {\displaystyle K}. Редуцируя коэффициенты {\displaystyle H(X)} по модулю {\displaystyle P}, получим многочлен {\displaystyle h(X)} с коэффициентами из конечного поля {\displaystyle F=O_{K}/P}. Предположим, что {\displaystyle h(X)} факторизуется в полиномиальном кольце {\displaystyle F[X]} как
{\displaystyle h(X)=h_{1}(X)^{e_{1}}\cdots h_{n}(X)^{e_{n}},}
где {\displaystyle h_{j}} — различные неприводимые многочлены в {\displaystyle F[X]}. Тогда, если {\displaystyle P} не является одним из конечного числа исключительных простых чисел (точное условие описано ниже), разложение {\displaystyle P} имеет следующий вид:
{\displaystyle PO_{L}=Q_{1}^{e_{1}}\cdots Q_{n}^{e_{n}},}
где {\displaystyle Q_{j}} — различные простые идеалы {\displaystyle O_{L}}. Кроме того, степень инерции каждого {\displaystyle Q_{j}} равна степени соответствующего многочлена {\displaystyle h_{j}}, и существует явная формула для {\displaystyle Q_{j}}:
{\displaystyle Q_{j}=PO_{L}+h_{j}(\theta )O_{L},}
где {\displaystyle h_{j}} обозначает здесь подъём многочлена {\displaystyle h_{j}} в {\displaystyle K[X]}.
В случае расширения Галуа степени инерции равны, а индексы ветвления {\displaystyle e_{1}=...=e_{n}}.
Исключительные простые числа, для которых приведенный выше результат не всегда имеет место, являются теми, которые не являются взаимно простыми по отношению к кондуктору кольца {\displaystyle O_{K}[\theta ]}. Кондуктор определяется как идеал
{\displaystyle \{y\in O_{L}:yO_{L}\subseteq O_{K}[\theta ]\};}
он измеряет, насколько порядок {\displaystyle O_{K}[\theta ]} является полным кольцом целых чисел (максимальный порядок) {\displaystyle O_{L}}.
Существенным препятствием является то, что существуют такие {\displaystyle L/K} и {\displaystyle P}, для которых нет {\displaystyle \theta }, удовлетворяющего вышеприведенным гипотезам (см., например,). Поэтому приведенный выше алгоритм нельзя использовать для определения такого {\displaystyle P}, и необходимо использовать более сложные подходы, такие как описанные в.

### Пример расчёта
Рассмотрим снова случай гауссовых целых чисел. Мы возьмем {\displaystyle \theta =i} — мнимую единицу {\displaystyle H(X)=X^{2}+1}. Так как {\displaystyle \mathbb {Z} [i]} — кольцо целых чисел {\displaystyle \mathbb {Q} (i)}, кондуктор является единичным идеалом, поэтому нет исключительных простых чисел.
Для {\displaystyle P=(2)} нам нужно работать в поле {\displaystyle \mathbb {Z} /2\mathbb {Z} }, что сводится к разложению многочлена {\displaystyle X^{2}+1} по модулю 2:
{\displaystyle X^{2}+1=(X+1)^{2}{\pmod {2}}.}
Поэтому существует только один простой множитель с степенью инерции 1 и индексом ветвления 2, и он задается формулой
{\displaystyle Q=(2)\mathbb {Z} [i]+(i+1)\mathbb {Z} [i]=(1+i)\mathbb {Z} [i].}
Следующий случай для {\displaystyle P=(p)} для простого {\displaystyle p\equiv 3{\pmod {4}}}. Например, возьмем {\displaystyle P=(7)}. Многочлен {\displaystyle X^{2}+1} неприводим по модулю 7. Поэтому существует только один простой множитель с степенью инерции 2 и индексом ветвления 1 и он задается формулой
{\displaystyle Q=(7)\mathbb {Z} [i]+(i^{2}+1)\mathbb {Z} [i]=7\mathbb {Z} [i].}
Последний случай — {\displaystyle P=(p)} для простого {\displaystyle p\equiv 1{\pmod {4}}}; мы снова возьмем {\displaystyle P=(13)}. На этот раз мы имеем разложение
{\displaystyle X^{2}+1=(X+5)(X-5){\pmod {13}}.}
Поэтому существуют два основных множителя, как с степенью инерции, так и с индексом ветвления равным 1. Они даются выражением
{\displaystyle Q_{1}=(13)\mathbb {Z} [i]+(i+5)\mathbb {Z} [i]=\cdots =(2+3i)\mathbb {Z} [i]}
and
{\displaystyle Q_{2}=(13)\mathbb {Z} [i]+(i-5)\mathbb {Z} [i]=\cdots =(2-3i)\mathbb {Z} [i].}